# Walt Disney World Pro Soccer Classic
A Walt Disney World Pro Soccer Classic, é um torneio de futebol de pré temporada, disputado anualmente nos Estados Unidos. A patrocinadora do torneio é a Disney World e os jogos são realizados no Hess Sports Fields, parte da ESPN Wide World of Sports Complex, em Lake Buena Vista, Flórida. Em 2010, o torneio estreou com quatro equipes e é transmitido on-line pela ESPN3.

## Títulos

### Por clube
| Clube                | Títulos | Vices       | 3º lugar | 4º lugar    |
| -------------------- | ------- | ----------- | -------- | ----------- |
| FC Dallas            | 2011    | -           | 2012     | 2010        |
| New York Red Bulls   | 2010    | -           | -        | -           |
| Vancouver Whitecaps  | 2012    | -           | -        | -           |
| Montreal Impact      | 2013    | -           | -        | -           |
| Houston Dynamo       | -       | 2011        | 2010     | 2012        |
| Toronto FC           | -       | 2010 - 2012 | -        | 2011 - 2013 |
| Columbus Crew        | 2014    | 2013        | -        | -           |
| Orlando City         | -       | -           | 2011     | -           |
| Sporting Kansas City | -       | -           | 2013     | -           |

## Participações
Já contando a edição de 2014
| Clube                | País           | Participações |
| -------------------- | -------------- | ------------- |
| Toronto FC           | Canadá         | 5             |
| Orlando City         | Estados Unidos | 4             |
| FC Dallas            | Estados Unidos | 3             |
| Houston Dynamo       | Estados Unidos | 3             |
| Montreal Impact      | Canadá         | 3             |
| Sporting Kansas City | Estados Unidos | 3             |
| Columbus Crew        | Estados Unidos | 2             |
| New York Red Bulls   | Estados Unidos | 2             |
| Philadelphia Union   | Estados Unidos | 2             |
| BK Häcken            | Suécia         | 1             |
| D.C. United          | Estados Unidos | 1             |
| Fluminense           | Brasil         | 1             |
| Tampa Bay Rowdies    | Estados Unidos | 1             |
| Vancouver Whitecaps  | Canadá         | 1             |